# Pianosonate nr. 4 (Prokofjev)
De Russische componist Sergej Prokofjev componeerde zijn Pianosonate nr. 4 in c mineur, opus 29 tussen 1908 en 1917. Het stuk beleefde haar première in Sint-Petersburg op 17 april 1918. Prokofjev speelde daar zelf.

## Delen
De pianosonate bestaat uit drie delen:
1. Allegro molto sostenuto
2. Andante assai
3. Allegro con brio,ma non lyrico

## De muziek
De klank van het eerste deel valt haast als jazz te beschrijven. Een goed in het gehoor liggend motief wordt uitgewerkt. Hier en daar bouwt het op naar een kwade climax van zware akkoorden. Na de zware akkoorden valt het eerste deel weer terug op het jazzachtige eerste tempo.
Het Andante assai is in tegenstelling tot het Allegro molto sostenuto veel zwaarmoediger. Het stuk wordt ingeleid met zware achtste noten die de continue baslijn van dit deel vormen. Daaroverheen komt een wat treurige melodie. Op een gegeven moment lijkt er weer wat glorie in het stuk te komen. Een treurige melodie van triolen volgt. Deze treurige melodie wordt uitgewerkt, alvorens heldere zware akkoorden weer wat vrolijkheid terugbrengen. Een staccatopassage sluit het Andante assai af.
Het Allegro con brio,ma non lyrico gaat rap van start. Een voor Prokofjev kenmerkende snelle opbouwende klim van 64e noten opent het stuk. Trillers van 16e noten blijven de boventoon voeren in het deel. Over de 16e noten wordt een vrolijk motief gespeeld. De muziek verdraait hier en daar tot het ""lachje met een scherpe rand", ook iets wat vaak bij Prokofjev te horen is.